# Furcilarnaca armata
Furcilarnaca armata is een rechtvleugelig insect uit de familie Gryllacrididae. De wetenschappelijke naam van deze soort is voor het eerst geldig gepubliceerd in 1957 door Bey-Bienko.